# Bartolomej Juraško
Bartolomej Juraško (* 31. srpna 1962) je bývalý slovenský fotbalový obránce, reprezentant. Za reprezentaci Československa nastoupil v roce 1991 ve čtyřech utkáních. Byl hráčem Tatranu Prešov, Interu Bratislava, Slavie Praha nebo Chmelu Blšany.
V současné době[kdy?] působí na Slovensku v nižších soutěžích.